# Ріші Капур
Ріші Радж Капур (4 вересня 1952 — 30 квітня 2020) — індійський актор, режисер і продюсер, який знімав фільми на гінді. Лауреат кількох нагород, у тому числі Національної кінопремії та чотирьох нагород Filmfare, за 50-річну кар'єру Ріші вважався одним із найвидатніших і успішних акторів в історії індійського кіно.
Народився Ріші Радж в родині Капура, дебютував у підлітковому віці у фільмі свого батька Раджа Капура «Mera Naam Joker», за який він отримав Національну кінопремію як найкращий дитячий артист. Його першою головною роллю разом з Дімпл Кападіа був підлітковий роман «Боббі», який приніс йому премію Filmfare за найкращу чоловічу роль. З 1973 по 2000 рік Капур грав головні романтичні ролі у 92 фільмах. У деяких з його відомих фільмів у цей період знімались Кхель Кхель Мейн, Рафу Чаккар, Кабхи Кабхи, Лейла Маджну, Амар Акбар Энтони, Хум Кисисе Кум Нахин, Саргам, Карз, Насиб, Катилон Ке Каатил, Прем Рог, Кули, Саагар, Таваиф, Насиб Апна Апна, Нагина, Гар Гар Ки Кахани, Чандни, Хна, Девана, Бол Радха Бол и Дамини.
Починаючи з 2000-х років, Капур грав характерні ролі, які отримали визнання критиків у таких фільмах, як «Hum Tum», «Fanaa», «Namastey London», «Love Aaj Kal», «Agneepath», «Housefull 2», «Chashme Baddoor», «Shuddh Desi Romance», «102 Not Ou» і «Mulk». За гру у «Dooni Chaa» він отримав нагороду Filmfare за найкращу чоловічу роль (критики), а за роль у сімейній драмі «Капур і сини» він отримав нагороду Filmfare за найкращу чоловічу роль другого плану. У 2008 році Ріші був удостоєний нагороди Filmfare Lifetime Achievement Award. Остання роль Капура була у фільмі «Шармаджі Намкін», який вийшов після його смерті.
Зі своєю дружиною, актрисою Ніту Сінгх, Капур познайомився на знімальному майданчику під час роботи в кіно. У них 2 дітей. Він помер від лейкемії 30 квітня 2020 року у віці 67 років.

## Молодість і сім'я
Ріші Капур народився 4 вересня 1952 року в родині Раджи Капура Бунгало і Крішни Малхотра, в Матунга, Південний Бомбей, в тодішньому Бомбейському штаті Індії, в панджабській індуїстській сім'ї Хатрі з клану Капур, з Пешавару та родом із Самундрі. Він відвідував Кембриджську школу полковника Брауна в Дехрадуні, школу Кемпійон у Бомбеї та коледжі Мейо в Аджмері.
Будучи членом родини Капур, Ріші був другим сином легендарного актора-режисера Раджа Капура та Крішни Раджа Капура (уроджена Малхотра). Його родина включає в себе успішну лінію акторів, а саме: братів Рандхіра та Раджива Капурів; дід Прітхвірадж Капур; дід по батьківській лінії Трілок Капур, дядьки по материнській лінії Прем, Раджендра та Нарендра Натх, а також Прем Чопра; дядьки по батьківській лінії Шаші Капур і Шаммі Капур. Дві сестри Ріші Капура, з іншого боку, включаючи покійну Ріту Нанда, яка була страховим агентом, і Ріму Джайн. Актриси Карісма Капур і Каріна Капур, актори Армаан Джайн і Аадар Джайн, а також Ніташа Нанда і бізнесмен Ніхіл Нанда — його племінниці і племінники.

## Кар'єра
Приблизно у трьохрічному віці Ріші Капур вперше з'явився на екрані у музичному епізоді «Pyaar Hua, Iqraar Hua Hai», у фільмі свого батька Раджа Капура «Шрі 420» (1955). Також Радж Капур був режисером фільму "Mera Naam Joker "(1970), де Ріші зіграв дебютну роль, зобразивши дитячі роки головного героя, яку виконував сам Раджа Капур. Його гра у фільмі принесла йому Національну кінопремію як найкращий дитячий артист.
Першу головну роль в зрілому віці була зіграна разом з Дімпл Кападією зіграв у підлітковому романі «Боббі» (1973), який також зняв його батько. "Боббі "став одним із найбільших хітів десятиліття в Індії, і приніс Ріші премію Filmfare за найкращу чоловічу роль. Що стосується фільма у своєму інтерв'ю 2012 року Ріші сказав: «Було помилкове уявлення, що фільм був знятий, щоб представити мене як актора. Насправді фільм був знятий, щоб заплатити борги фільму „Мери Наам Джокер“. Тато хотів зняти фільм про підліткове кохання, і в нього не було грошей, щоб залучити Раджеша Кханну до фільму». Після "Боббі «(1973) протягом десятиліття Ріші знявся в кількох легковажних комедіях, серед яких, зокрема: „Khel Khel Mein“ (1975) і „Rafoo Chakkar“ (1975) з Ніту Сінгхо; „Амар Акбар Ентоні“ (1977) з Амітабхом Баччаном і Вінодом Кханною; „Hum Kisise Kum Naheen“ (1977) із Зінат Аман.
З актрисою Ніту Сінгх Ріші вперше працював у фільмі „Zahreela Insaan“ (1974). Удвох вони продовжували ділити простір на екрані в кількох проектах, включаючи „Kabhi Kabhie“ (1976) і „Doosra Aadmi“ (1976), і зрештою одружилися в 1980 році. У 1980 році Капур зіграв разом з Тіною Мунім у музичному трилері про реінкарнацію Субхаша Гая „Karz“, який став культовою класикою з дуже популярним саундтреком. Роль ідеаліста Девдара в музичній романтичній драмі „Прем Рог“ (1982) вважається однією з найкращих у кар'єрі Ріші Капура. Фільм заснований на концепції повторного шлюбу вдови, з Падміні Колхапуре в головній ролі, принесло Ріші другу номінацію Премії Filmfare за найкращу чоловічу роль. Ще одним яскравим моментом його кар'єри стала музична романтична драма „Саагар“ (1985), знята відомим режисером Рамешем Сіппі, у якій Капур возз'єднався з Дімпл Кападією через 12 років після того, як вони дебютували у фільмі „Боббі“. У 1980-х роках Ріші грав другорядні ролі у кількох багатозіркових фільмах, таких як „Насіб“ (1981), „Каатілон Ке Каатіл“ (1981), „Кулі“ (1983), „Дості Душмані“ (1986), „Гар Гар Кі Кахані“ (1988) і „Гарана“ (1989). У драмі „Ek Chadar Maili Si“ (1986), знятий за однойменним романом Раджендри Сінгха Беді, Капур зіграє чоловіка, змушеного через звичаї одружитися зі своєю овдовілою невісткою, яку грає Хема Маліні. Своє десятиліття Капур завершив на піку популярності, роль коханця Шрідеві, безпорадного романтика Рохіт, який став калікою, у романтичному мюзиклі Яши Чопри „Чандні“ (1989), принесло йому ще одну номінацію на премію Filmfare за найкращу чоловічу роль.
У 1991 році Капур разом із пакистанською актрисою Зебою Бахтіяр знявся у фільмі „Хенна“ — історії про кохання через національні кордони, яку задумав його батько Радж Капур, а режисером став його старший брат Рандхір Капур. Фільм „Хенна“ був номінований Індією на премію „Оскар“ за найкращий фільм іноземною мовою. Ріші Капур також зіграв головну роль у фільмі „Даміні“ (1993) з Мінакші Сешадрі та Санні Деол, який згодом вважався класичним соціально-орієнтованим фільмом. Між 1973 і 2000 роками серед інших ролей Капура були в основному головні романтичні ролі у фільмах: „Рааджа“ (1975), „Лайла Маджну“(1976), „Саргам“ (1979), за що був номінований на Премію Filmfare за найкращу чоловічу роль, „Bade Dil Wala“ (1983), „Tawaif“ (1985), що принесла йому ще одну номінацію на Премію Filmfare Award за найкращу чоловічу роль, „Bol Radha Bol“ (1992), „Deewana“ (1992) і „Karobaar“ (2000). Як режисер Капур дебютував у фільмі „Aa Ab Laut Chalen“ (1999), де знялися Раджеш Кханна, Акшай Кханна та Айшварія Рай. Це був його єдиний режисерський проект.
В середині 2000-х успішно перейшовши до акторської майстерності, Ріші Капур з'являвся в кількох ролях другого плану, таких як „Hum Tum“ (2004), „Fanaa“ (2006), „Namastey London“ (2007) і „Love Aaj Kal“ (2009). У 2007 році актор знявся в британських англомовних фільмах „Не переставай мріят“ і „Самбар сальса“.
У 2010-х роках Капур грав різноманітні ролі, такі як лиходій у фільмах „Агніпат“ (2012), „Аурангзеб“ (2013) та „Каанчі“(2014); гей-декана у романі про дорослішання „Студент року“» (2012); справжнього мафіозі Давуда Ібрагіма у бойовику «День Д» (2013). Також Ріші вперше знявся разом зі своїм братом Рандхіром у багатозірковій комедії «Повний дім 2» (2012). Премію Filmfare за найкращу чоловічу роль (критики) Капур отримав за роль у фільмі «Dooni Chaar» (2010), де разом зі своєю дружиною Ніту Сінгх, зіграв батька середнього віку, який намагається купити власну машину. Також Ріші отримав нагороду Filmfare за найкращу чоловічу роль другого плану в сімейній драмі «Капур і сини» (2016). Разом зі своєю дружиною Ніту та сином Ранбіром Капуром Ріші знявся в комедії «Бешарам» (2013).
Через два десятиліття Капур возз'єднався на екрані з частим партнером по фільмах Амітабхом Баччаном у фільмі «102 Not Out» (2018), в якому вони грають літніх батька і сина. У 2018 році Ріші з'явився в комедійній драмі «Rajma Chawal» компанії Netflix, а також отримав високу оцінку критиків за роль мусульманина у фільмі «Мульк». У 2019 році Капур випустив два релізи: «Jhootha Kahin Ka», комедійну драму режисера Сміпа Канга; «Тіло» з Емрааном Хашмі в головній ролі, містичний трилер, написаний режисером Джіту Джозефа. Фільм «Тіло» вийшов 13 грудня 2019 року і став останнім за його життя.
На момент смерті Ріші Капура, 30 квітня 2020 року, фільм Хитеша Бхатії «Шармаджі Намкін» із Джухі Чавлою в головній ролі перебував у стадії зйомок, і на момент смерті Капура чекав чотириденний графік. 8 травня 2020 року продюсер Хані Трехан підтвердила, що фільм вийде в кінотеатрах. У січні 2021 року повідомлялося, що Пареш Равал збирається завершити незакінчені частини фільму Капура, і випущений він був на Amazon Prime Video 31 березня 2022 року.

## Особисте життя

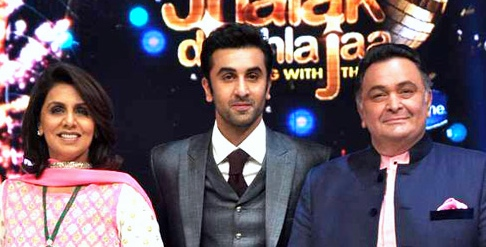
Капур з дружиною Ніту Сінгх Капур і сином Ранбіром Капуром на шоу Jhalak Dikhhla Jaa в 2012 році

У 1980 році Капур одружився з актрисою Ніту Сінгх з Нью-Делі, також пенджабського походження Хатрі. У пари було двоє дітей — син, актор Ранбір Капур і дочка Ріддіма Капур. Автобіографія Капура «Khullam Khulla: Rishi Kapoor Uncensored» була випущена 15 січня 2017 року. Капур написав книгу разом з Міною Айер, а назва була опублікована під HarperCollins.
Капур був відомий своїми суперечливими суспільно-політичними коментарями. У березні 2016 року він розкритикував сім'ю Неру-Ганді за те, що іменами Ганді та Неру назвали дороги, будівлі та національні активи. У вересні 2017 року він знову виступив проти сім'ї Ганді, розкритикувавши Рахула Ганді за династичну політику. У березні 2020 року висловив свій гнів і розкритикував судову владу Індії через діалог «Tareekh Pe Tareekh» у своєму фільмі «Damini» через затримку страти чотирьох злочинців, засуджених у справі Nirbhaya через лазівки в законах.

## Хвороба і смерть
У 2018 році у Капура діагностували лейкемію, і він відправився на лікування в Нью-Йорк. Після успішного лікування протягом року він повернувся до Індії 26 вересня 2019 року.
29 квітня 2020 року Ріші госпіталізували до лікарні Sir HN Reliance Foundation Hospital через проблеми з диханням. 30 квітня 2020 року о 8:45 за стандартним часом Капур помирає від рецидиву лейкемії. Останні обряди Капура були здійснені в крематорії Чанданваді, а його прах був занурений у Бангангу.

## Подяки

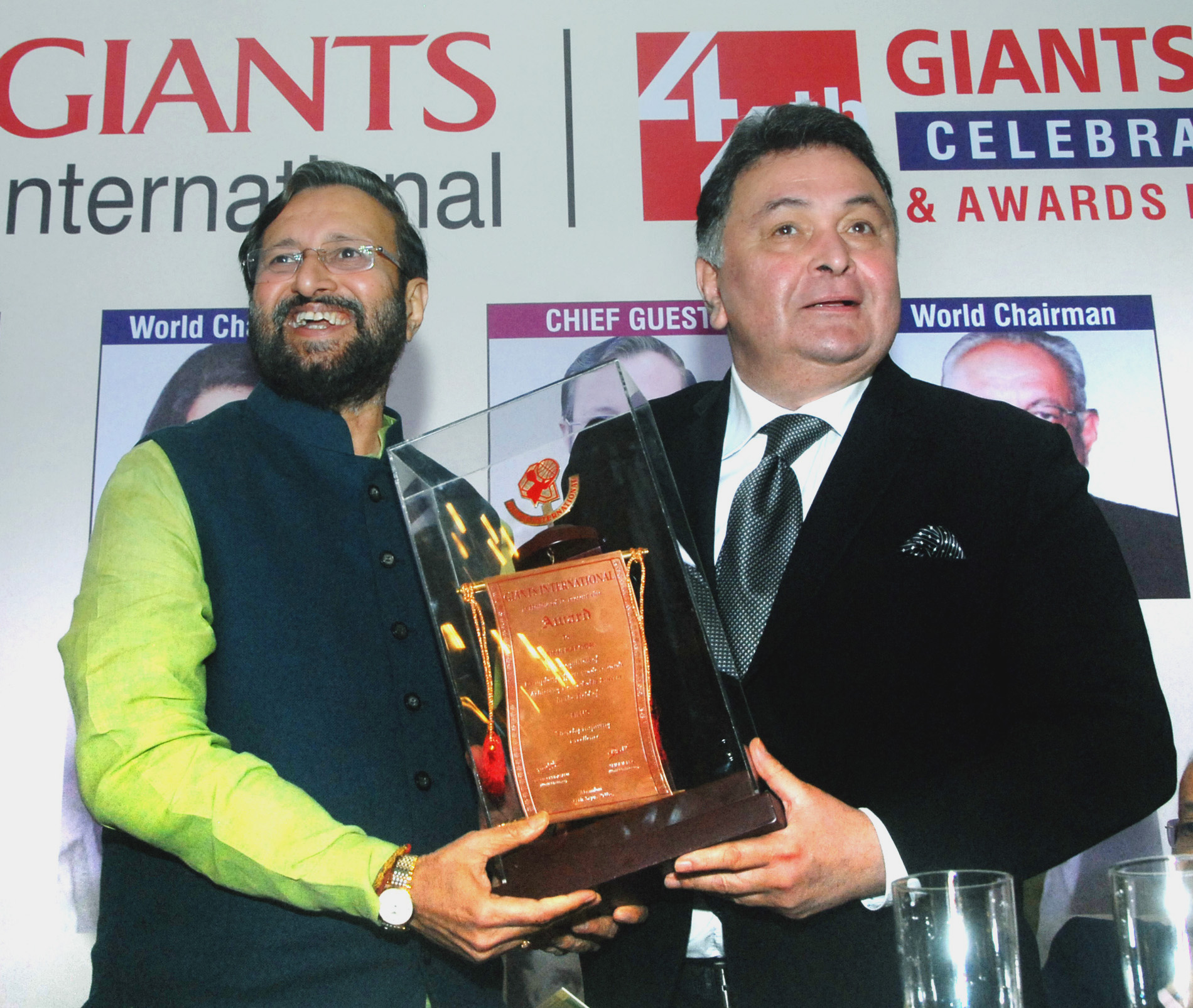
Капура вітає Пракаш Джавадекар у Новому 2016 році.

- 1970 — Національна кінопремія за найкращого дитячого артиста за фільм «Мера Наам Джокер»[57]
- 1970 — Нагороди Бенгальської асоціації кіножурналістів: Спеціальна нагорода за «Мера Наам Джокер»
- 1974 — Премія Filmfare за найкращу чоловічу роль у фільмі Боббі[28]
- 2008 — Премія Filmfare за життєві досягнення[28]
- 2009 — Нагороджений Урядом Російської Федерації за внесок у кінематограф[58]
- 2010 — Премія Гільдії продюсерів за найкращу чоловічу роль другого плану у фільмі «Любов Аадж Кал»[59]
- 2010 — Screen Award за найкращу чоловічу роль другого плану у фільмі «Любов Аадж Кал».
- 2011 — Премія Filmfare за найкращу чоловічу роль (критики) за фільм «До Дуні Чаар»[28]
- 2011 — Zee Cine Award за найкращу Джоді за життя разом із Ніту Сінгхом[60]
- 2013 — The Times of India Film Awards (TOIFA) за найкращу чоловічу роль у негативній ролі за фільм «Агніпат»[61][62]
- 2017 — Премія Filmfare за найкращу чоловічу роль другого плану у фільмі «Капур і сини»[28]
- 2017 — Премія Zee Cine за найкращу чоловічу роль другого плану — чоловік для «Kapoor & Sons»[63]
- 2017 — Премія Zee Cine за найкращу чоловічу роль у комічній ролі у фільмі «Капур і сини»[63]
- 2019 — Adidas Most Stylish Awards — Best Projected by Adidas